# Formation à l'évaluation des permis plaisance
 (avril 2015).
Si vous disposez d'ouvrages ou d'articles de référence ou si vous connaissez des sites web de qualité traitant du thème abordé ici, merci de compléter l'article en donnant les références utiles à sa vérifiabilité et en les liant à la section « Notes et références ».
La formation à l'évaluation des permis plaisance est une des formations obligatoires à suivre avant d'obtenir la carte d'autorisation d'enseigner pour les permis de conduire des bateaux à moteur, indispensable pour exercer en tant que moniteurs bateaux écoles

## Destinataires
Les moniteurs bateau école déjà en exercice au 31 décembre 2007 doivent avoir suivi ce stage de formation à l'évaluation avant le premier renouvellement de l'autorisation d'exercer (Article 32 - 6e du Décret du 02/08/2007). Les futurs moniteurs permis bateau doivent suivre ce stage de formation à l'évaluation avant de déposer leur première demande d'autorisation d'exercer.

## Programme
Le programme de cette formation à l'évaluation est conforme à l'arrêté du 28 septembre 2007 (annexe III). Les candidats doivent connaître : 
- Les principales dispositions nouvelles du système de formation mis en place en 2008 et 2011,
- le contexte et les difficultés d'une évaluation objective,
- des notions théoriques sur la formation et sur l'évaluation,
- l'analyse détaillée par objectif du programme de formation pratique du permis de conduire les bateaux de plaisance à moteur (formation / méthodes et critères d'évaluation / moyens).

Chaque participant doit construire son propre parcours pédagogique et se documenter d'un point de vue pédagogique, technique et réglementaire. Conformément aux objectifs définis par les textes réglementaires ce programme ne comporte pas de séance de navigation pratique toutefois certains centres de formation proposent des mises en situation pratiques d'enseignement et d'évaluation en navigation.